# قنطيون
القَنْطِيون أو القَنْطَنْقَرَة أو الكَنْطَنْكَرَة (الاسم العلمي:Canthium) هو جنس من النباتات يتبع الفصيلة الفوية من رتبة الجنطيانيات. وصف هذا الجنس جان باتيست لامارك (.Lam) في 1785.

## أنواع القنطيون
يضم هذا الجنس 91 نوعاً مؤكداً من النبات:
- قنطيون إهليلجي
- قنطيون أجرد
- قنطيون أزغب
- قنطيون أعزل
- قنطيون أملد
- قنطيون بربريسي الأوراق
- قنطيون برتقالي
- قنطيون بنفسجي
- قنطيون ترافنكوري
- قنطيون ثلاثي الأشواك
- قنطيون جرسي
- قنطيون خشن
- قنطيون خشن الأوبار
- قنطيون رخو
- قنطيون رفيع الأوراق
- قنطيون رقيق
- قنطيون ريشي ثنائي
- قنطيون سومطري
- قنطيون سيامي
- قنطيون شبه مسنن الحوافي
- قنطيون شجري
- قنطيون شفاف
- قنطيون شوكي
- قنطيون صغير الأوراق
- قنطيون ضئيل
- قنطيون طويل الأذينة
- قنطيون طويل الساق
- قنطيون عديد الأزهار
- قنطيون غلوكي
- قنطيون قذر
- قنطيون قلبي
- قنطيون قليل الأزهار
- قنطيون كافاليري
- قنطيون كبير الثمار
- قنطيون كثير الأشواك
- قنطيون كمبودي
- قنطيون ليبيري
- قنطيون متجانس
- قنطيون متسلق
- قنطيون متطاول
- قنطيون متطاول الأوراق
- قنطيون متقارب
- قنطيون مريلياني
- قنطيون مزدحم
- قنطيون مزدحم الأزهار
- قنطيون مسوق
- قنطيون ميريلي
- قنطيون ناحل الساق
- قنطيون ناعم
- قنطيون نجمي
- قنطيون هدبي